# Durancy
Durancy, pseudonimo di Jean-François Fieuzal o Fieusacq (1719 circa – Bruxelles, 16 febbraio 1769), è stato un attore teatrale e regista teatrale francese.

## Biografia
Diresse il Théâtre de la Monnaie a Bruxelles dal 1º aprile 1752 fino al 15 marzo 1755. Successivamente recitò a Bordeaux per diverso tempo e debuttò alla Comédie-Française il 7 novembre 1759. Sposò mademoiselle Darimath ed ebbero due figlie.  La più giovane, Claire-Eulalie, fu attrice a Bruxelles, mentre la proimogenita Céleste, recitò a lungo alla Comédie-Française e all'Opéra de Paris.